# Собор Святого Павла (Валлетта)
Собор Святого Павла — англіканський прокафедральні собор у Валлетті, столиці Мальти, споруджений в неокласичному стилі.

## Історія
Ініціатором його будівництва була англійська королева Аделаїда, яка під час свого візиту на острів у XIX столітті дізналася про відсутність там англіканського храму. Будівництво було розпочато 20 березня 1839 року та завершилося в 1844.

## Короткий опис
Собор знаходиться на площі Незалежності. Головний фасад, прикрашений коринфськими колонами, має близько 60 м у висоту. Собор не є кафедральним, оскільки належить до єпархії Гібралтару.

## Орган
Над входом до собору знаходиться орган, що раніше був у Честерському соборі в північно-західній Англії. Одномануальний інструмент було побудовано 1684 року Бернардом Смітом. На органі, як припускають, свого часу грав Георг Фрідріх Гендель, коли перебував у Честері проїздом по дорозі в Дублін.